# جم سیتی
جک لافام یک تولیدکننده موسیقی الکترونیک در انگلستان و دی جی است که تحت نام مستعار جم سیتی اجرا می‌کند. او از سال ۲۰۱۰ فعال بوده‌است و رکورد شب برچسب را ثبت کرده‌است. او دو آلبوم کامل را منتشر کرده‌است: در سال ۲۰۱۲ کلاسیک رومی و در سال ۲۰۱۵ رؤیای یک باغ. او همچنین او با هنرمندانی مانند تتروی سیوان، اولیویا رودریگو و … همکاری کرده‌است.